# جانی (فیلم ۱۹۸۰)
جانی (به تامیلی: Johnny) فیلمی محصول سال ۱۹۸۰ و به کارگردانی جی. ماهندران است. در این فیلم بازیگرانی همچون راجینیکانت، سری دوی، اونی ماری، ام. پراباکار ردی، کانچانا ایفای نقش کرده‌اند.